# Antonio Rodríguez Villa
Antonio Rodríguez Villa (Madrid, 17 de enero de 1843-Madrid, 3 de mayo de 1912) fue un archivero, historiador, heraldista, genealogista y escritor español.

## Biografía
Ingresó en la Escuela de Diplomacia, obteniendo en 1866 el título de archivero bibliotecario, y después cursó Filosofía y Letras, licenciándose en 1868. Su primer trabajo como archivero bibliotecario lo realizó en el Museo Arqueológico Nacional, y más tarde participó en la formación del catálogo de manuscritos españoles del Museo Británico de Londres, junto a Pascual de Gayangos y Arce.
El gobierno le comisionó para copiar la segunda parte de la Historia de Felipe II de Luis Cabrera de Córdoba, hasta el momento inédita en la Biblioteca Nacional de Francia, que finalmente publicó, al igual que el estudio Viajes de Felipe II, obra de Enrique Cock. Formó parte además, de los 600 redactores y asesores nombrados por Antonio Cánovas del Castillo para la redacción de la Constitución española de 1876 cuando este era presidente del Consejo de Ministros. Su vinculación con Cánovas permitió una gran amistad con José Isidro Osorio y Silva-Bazán, duque de Sesto, quien lo nombró archivero de la Casa de Alburquerque, que contenía, entre otros archivos, el del Marquesado de los Balbases, concedido a Ambrosio Spinola. Sobre este caballero orientó su discurso de entrada en la Real Academia de la Historia en 1893, después de haber presidido el cuerpo facultativo de Archiveros. 
En 1910 fue nombrado bibliotecario perpetuo de la Real Academia de la Historia, y falleció dos años después en su ciudad natal, que le dedicó la calle de Antonio Rodríguez Villa en su honor.

## Obras
- Memorias para la historia del saqueo y asalto de Roma en 1527 (1875).
- Etiquetas de la casa de Austria (1875)
- Italia desde la batalla de Pavía hasta el saco de Roma (1885)
- Don Zenón de Somodevilla, marqués de la Ensenada (1878).
- Bosquejo biográfico de don Beltrán de la Cueva, primer duque de Alburquerque (1881).
- La reina doña Juana la Loca (1892).
- Don Francisco de Rojas, embajador de los Reyes Católicos (1896).
- Ambrosio Spinola, primer marqués de los Balbases (1905).
- Don Pablo Morillo, primer conde de Cartagena (1909).